# Bibliometrija kao disciplina informetrije
Bibliografija (u suvremenoj literaturi poznatiji je termin bibliometrija) spada u područje informacijskih znanosti, a bavi se kvantitativnom analizom knjige. Knjiga označuje raznolike oblike materijalizacije određenog pisanog djela, knjigom se postiže otvorenost kategorije prema svim materijalnim medijima na kojima su ljudi kroz povijest bilježili svoje misli i osjećaje. Bibliometrija proučava kvantitativne aspekte produkcije, diseminacije, i uporabe zapisanog znanja, što ustvari znači da se bavi kvantitativnim proučavanjem fenomena kao što su autorstvo, izdavanje, čitanje, citiranje. Ovo uključuje proučavanje porasta literature o danom predmetu, obrasce distribucije produktivnosti autora, disperziju članaka po časopisima, zastarijevanje literature, epidemiologiju ideja, obrasce znanstvene suradnje, predviđanja o tome tko će dobiti Nobelovu nagradu...

Termin bibliometrija prvi je put, u smislu u kojem se danas koristi u informacijskoj znanosti, upotrijebljen 1969. godine kada ga je A. Pritchard u Journal of Documentation naveo s namjerom da 'ispravi' termin statistička bibliografija koja je po njegovu mišljenju „(...)nespretan, nedovoljno deskriptivan pojam i lako se može pobrkati sa samom statistikom ili pak bibliografijom o statistici“ (Pritchard, 1969). 

## Povijest i terminologija

### Povijest razvoja
Ishodište bibliometrije može se pronaći još u najranijim nastojanjima istraživača da popišu i opišu osnovna obilježja izvornih znanstvenih i neznanstvenih tekstova, te da utvrde odnose i veze među znanstvenim djelima. Bibliografija, umijeće popisivanja i opisivanja dokumenata, poznata je još od starog vijeka (od vremena Mezopotamije, Egipta i razdoblja antičke Grčke i Rima), a tijekom srednjeg vijeka zabilježene su određene inovacije koje su znatno utjecale na kasniju bibliografsku praksu (sv. Jeronim u 4. stoljeću u djelu De viris illustribus, O slavnim ljudima, objavio je 135 književnih biografija poredanih abecedno). No pravi razvoj može se pratiti tek od 1450. godine kada dolazi do šire primjene tiska i distribucije knjige, dok se razvoj suvremene bibliografije pouzdano može pratiti od djelovanja Johanna Trithemiusa i Konrada Gesnera. Gesner je autor djela Bibliotheca universalis (1545.) koje predstavlja pokušaj stvaranja svjetskog popisa svih znanstvenih publikacija u obliku bibliografije. U tom razdoblju suvremene bibliografije za termin bibliografija upotrebljavaju se razni nazivi kao što su catalogus, elenchus, index, nomenclator, bibliotheca, historia literaria... 

U razdoblju između 17. i 19. stoljeća glavni predmet bibliografije bila je knjiga, dok se sama bibliografija percipirala kao znanost o knjizi; više nije predstavljala samo sredstvo za obavještavanje o knjigama, već je uključivala i tumačenje i razumijevanje knjiga kao takvih, te razumijevanje razvojnih pravaca pisma i tiskarstva. Budući da su bibliografi deskriptivnim metodama nastojali predstaviti objavljeni sadržaj knjiga, deskriptivno znanje o knjizi rezultiralo je time da su se bibliografski popisi počeli tretirati kao empirijski izvor podataka za znanost o knjizi. No, do kraja 19. stoljeća te deskriptivne metode gube svoju dominantnu ulogu u prirodnim i društvenim znanostima. Tijekom istog stoljeća dolazi do triju bitnih inovacija koje će značajno utjecati na nadolazeću bibliografsku teoriju i praksu: knjižnična kataložna pravila, serijski popisi tekućih sadržaja i formalna istraživanja knjiga kao fizičkih objekata. Do sredine 20. stoljeća daljnji razvoj bibliografskih koncepcija vrlo je usko povezan s nacionalnim koncepcijama, tj. tradicijom. Donald William Krummel klasificirao je te koncepcije na tri prevledavajuća pristupa: njemački pristup (knjiga i dokumentacija predstavljeni su kao dijelovi suvremene informacijske znanosti), britanski pristup (usmjerenost prema istraživanju knjiga) i francuski pristup (bibliografija percipirana kao kulturalna i kognitivna snaga). U isto vrijeme moguće je pratiti novoosnovane znanstvene discipline (historiografija, knjižničarstvo, dokumentalistika, informacijska znanost, povijest knjige, nakladništvo...), te trend približavanja bibliografije grupi metodoloških znanosti (kao što su matematika, statistika, kartografija, logika itd.). Tijekom 1980-ih godina stvorene su nove pretpostavke evolucije bibliometrije u sasvim zasebnu disciplinu sa svojim specifičnim istraživačkim profilom, te se razlikuju tri skupine korisnika bibliometrije, a to su bibliometričari (bave se metodologijom, fundamentalnim bibliografskim istraživanjima), znanstvene discipline (interesi istraživača usmjereni su ponajviše prema vlastitim specijalnostima, heterogena uporaba) i znanstvena politika (vrednovanje znanstvenog rada, istraživanje nacionalne, regionalne i međunarodne znanstvene strukture). 

### Metrijske discipline
Historiometrija je povijest istraživanja znanosti, tj. ona predstavlja nastojanje da se kvantitativnom analizom povijesnih informacija (koje su generirane iz ideografskih pojedinačnih slučajeva) utvrde opći principi pomoću kojih će biti moguće objasniti probleme s kojima se susreću znanstvenici. Začetnikom historiometrije smatra se Adolphe Quetelet, belgijski astronom, statičar i sociolog.

Statistička bibliografija jest novi pristup u primjeni matematičkih, statističkih i bibliografskih metoda i tehnika koji je usmjeren ka rješavanju problema kojima se do tada ni jedna druga disciplina nije bavila.

Scijentometrija (naukometrija) jest znanstveno područje koje se bavi primjenom kvantitativnih metoda u istraživanju znanosti kao dio informacijskog procesa, tj. odnosi se na istraživanje mjerenja znanstvenog i tehnološkog napretka. Eugen Garfield navodi da se naukometrija ne temelji isključivo na mjerenju područja znanosti i tehnologije na temelju određene literature, već i na područjima kao što su istraživačka praksa znanstvenika, te upravljanjem i razvojem istraživanja (Garfield, 1979). Razlika scijentometrije i bibliometrije jest u tome što scijentometrija svoje uporište traži u istraživanjima vezanima uz znanstvenu politiku, dok se bibliometrija više usmjerava prema knjižničarskim istraživanjima.

Informetrija se spominje prvi puta 1979. godine kada Otto Nacke istim terminom pokušava obuhvatiti dio informacijskih znanosti usmjeren prema mjerenju fenomena informacija, te primjenu matematičkih metoda u rješavanju problema disciplina. Od 1984. godine u sklopu Fédération Internationale de la Documentation djeluje informetrijski odbor na čijem je vrhu upravo O. Nacke. Iako se informetrija ponekad tretira kao sinonim za bibliometriju, važno je napomenuti da ona pokriva znatno šire područje od same bibliometrije. Informetrija se primjenjuje u upravljanju knjižnicama, sociologiji znanosti i znanja, povijesti znanosti, znanstvenoj politici (kao i scijentometrija), te općem pretraživanju informacija (Egghe i Rousseau, 1990). Drugim riječima, bibliometrija jest dio informetrije, kao i ostatak gore navedenih disciplina. 

## Zakonitosti u bibliometriji
Bibliometrijski zakoni su statistički sadržaj pomoću kojega se na na matematički način pokušava opisati način rada znanosti (Ikpaahindi, 1985). Pomoću tih zakona se često izražavaju pravilnosti uočene tijekom provođenja bibliometrijskih istraživanja, te se najčešće primjenjuju u literaturi iz područja informacijskih znanosti, kao i u istraživanjima procesa stvaranja, prijenosa i korištenja informacija u literaturi i u ostalim znanstvenim disciplinama. 
Lotkin zakon o produktivnosti autora, Bradfordov zakon o pravilnosti razdiobe članaka po časopisima, te Zipfov zakon učestalosti pojave riječi u tekstu, tri su matematička temelja bibliometrije. Glavna značajka tih zakona je da sva tri autora koriste jednostavne matematičke izraze da prikažu odnos između izvora i predmeta koje ti izvori stvaraju. 

### Lotkin zakon
Alfred James Lotka je 1926. godine objavio članak u kojem je na temelju istraživanja znanstvene produkcije na području fizike i kemije potvrdio zakonitost da mali broj autora objavljuje velik broj radova, a najveći broj autora objavi jedan ili dva rada unutar određenog područja. Utvrdio je da se, kada se zna broj autora koji su napisali samo jedan članak, može predvidjeti i broj autora koji su napisali dva, tri, četiri itd. članaka. Prema njegovom istraživanju na svakih 100 autora koji izdaju jedan članak, 25 će izdati dva članka, oko njih 11 će doprinijeti 3 članka, te će njih 6 priložiti čak 4 članka.  
Generalna formula zakona glasi p(n) = C/na, gdje p(n) označava broj autora, dok n označava broj objavljenih radova, a C je broj autora s jednim objavljenim radom. Rezultati tog istraživanja su pokazali da je najveći udio onih koji su objavili samo jedan rad, dok broj autora s više od jednog rada opada.

### Bradfordov zakon
Samuel Clement Bradford se bavio sadržajnom analizom časopisa pa je 1934. godine dokazao da se u malom broju časopisa nalazi najveći broj radova koji se odnose na neko područje, odnosno da najveći broj časopisa tu problematiku obrađuje kroz jedan ili dva članka. Formulirao je svoj zakon nakon što je proučio bibliografiju biofizike, obuhvaćajući 326 znanstvenih časopisa u tom polju. Otkrio je da 9 znanstvenih časopisa sadrži 429 članaka, 59 ih sadrži 499 članaka, dok 258 sadrži 404 članka. Dakle, 9 časopisa služi kao baza najproduktivnijih izvora, dok je 9 x 5 časopisa u drugoj grupi, te 9 x 5 x 5 = 9 x 52 u trećoj grupi. Te izraze se mogu zajedno jednostavnije zapisati kao 9 : 9 x 5 : 9 x 52, iz čega se dobiva konačna generalna formula: 1 : m : m2. 

### Zipfov zakon
Robert Kingsley Zipf definira učestalost javljanja riječi u nekom tekstu. Zakon je izveden iz raspodjele riječi u određenom skupu dokumenata, na temelju učestalosti njihova pojavljivanja. Istražujući distribuciju riječi u tekstu, ustanovio je da se mali broj riječi pojavljuje vrlo često. Ljudima je lakše koristiti i birati poznate riječi, pa je veća mogućnost pojavljivanja dobro poznatih riječi nego onih manje poznatih. U svrhu dokazivanja svoje teorije, izvukao je 29,899 riječi iz knjige Ulysses od Joycea, te ih složio u silazan raspored prema učestalosti pojavljivanja. Svakoj riječi je dodijelio rang(r), od ranga 1 do 29,899. Onda je pomnožio vrijednost svakog ranga s frekvencijom pojavljivanja(f), te tako dobio rezultat(C).Dakle, generalna formula glasi: C = r x f 

Matematički zapis bibliometrijskih zakona
| Lotka       | Bradford | Zipf      |
| ----------- | -------- | --------- |
| p(n) = C/na | 1 : m 2  | C = r x f |

## Bibliometrijske metode

### Evolucija metoda istraživanja u bibliometriji
Bibliometrija, kao jedno od područja kvantitativnog istraživanja pisane komunikacije, prošla je razvojni put od jednostavne empirije do područja koje primjenjuje suvremene metode i tehnike visokog stupnja statističke i matematičke formalizacije. Postanak bibliometrije kao znanstvene discipline direktno je povezan s međusobnim prožimanjem bibliografije s ostalim znanstvenim disciplinama, te nastojanjima da se metodama dotičnih disciplina izmjeri osobitost znanstvenog i kulturnog stvaralaštva, uloge povijesnih osoba i njihovog utjecaja na povijest kulture i znanosti, ali i samog čovječanstva. Od druge četvrtine 19. stoljeća moguće je pratiti snažnije odnose, te potpuno uključivanje teorijskih i praktičnih bibliografskih znanja u okvire postojećih ili novoosnovanih znanstvenih disciplina uključujući i bibliometriju. Kao glavna preteča bibliometriji često se spominje Hulmeova statistička bibliografija. Hulme, knjižničar u londonskom Uredu za patente, tvrdio je 1922., na temelju procjene godišnjeg rasta broja objavljenih znanstvenih publikacija u katalogu Kraljevskog društva (Royal Society of London) i razdiobe znanstvenika po disciplinama unutar trinaest godišta Međunarodnog kataloga znanstvene literature (International Catalogue of Scientific Literature), da njegov uloženi trud posjeduje dublju kognitivnu vrijednost od običnog pregledavanja kataložnih zapisa. Međutim prva primjena kvantitativnog pristupa pripisuje se engleskom zoologu Francisu J. Coleu i muzejskoj kustosici Nellie B. Eales koji su u svom radu The History of Comparative Anatomy: A Statistical Analysis of the Literature 1917. godine proveli prvu kvantitativnu analizu razvoja jednog znanstvenog područja na temelju sustavno prikupljenih podataka o literaturi objavljenoj u razdoblju od 1550. do 1860. Jedna od bitnih figura u povijesti razvoja bibliometrije je Paul Otlet, koji je često nazivan ocem europske dokumentalistike. On je u svojoj knjizi Traite de documentation iz 1934. godine cijelo jedno poglavlje naslovio Le livre et la mesure – Bibliometrie u kojem je istaknuo mjerenje kao superioran oblik znanja, te je predvidio razvoj nove poddiscipline bibliologije posvećene prikupljanju mjerenja povezanih sa svim vrstama dokumenata i prvi puta upotrijebio naziv „bibliometrija“.
Podaci potrebni za bibliometrijska istraživanja tijekom 1970-ih godina u velikoj su se mjeri i dalje prikupljali ručno. Razvoj i primjena računala tijekom 1970-ih te pokretanje većeg broja novih bibliografskih baza podataka odigrali su iznimno važnu ulogu u procesu etabliranja bibliometrije. U 80-im godinama 20. stoljeća postavljene su nove teze evolucije bibliometrije kao neovisne istraživačke discipline, organizirana je u nekoliko potpolja s vlastitim sustavom znanstvene komunikacije. Tri velike skupine korisnika bibliometrije u značajnoj mjeri određuju pravce razvoja, glavne teme i područja istraživanja suvremene bibliometrije, a to su bibliometrija za bibliometričare (metodologija), bibliometrija za znanstvene discipline (znanstvene informacije), te bibliometrija za znanstvenu politiku i upravljanje. Bibliometrija za bibliometričare sadrži fundamentalna i metodološka bibliometrijska istraživanja, bibliometrijom za znanstvene discipline bave se istraživači iz različitih znanstvenih područja, te oblikuju najraznorodniju skupinu korisnika bibliometrije, a korisnici bibliometrije za znanstvenu politiku i upravljanje bave se vrednovanjem znanstvenih radova. To područje, prema Wolfgangu Glanzelu i njegovom djelu Bibliometrics as a research field: a course on theory and application of bibliometric indicators, ujedno privlači najveću pozornost kritičara i osporavatelja bibliometrije.

### Objekti i modeli istraživanja
Christine Borgman i Jonathan Furner istaknuli su kako bibliometrija „nudi moćan skup metoda i mjera za istraživanje strukture i procesa [pisane] znanstvene komunikacije“. C. Borgman u svom radu iz 1990. iznosi mišljenje prema kojemu bibliometrija istražuje jednu od ukupno triju najčešće analiziranih bibliometrijskih jedinica: stvaratelje (engl. producers), artefakte (engl. artifacts) i koncepte (engl. concepts). Pojam stvaratelji odnosi se na autore ili skupine autora, institucije, znanstvena polja i države koje objavljuju u formalnim komunikacijskim kanalima u okviru određene znanstvene discipline. Pojam artefakti odnosi se na znanstvena djela objavljena na bilo kojem od mogućih medija. Artefakte se može istraživati na temelju pojedinačnih radova, ili na skupnoj razini, a istraživanje koncepata odnosi se na istraživanje određenih riječi korištenih u bilo kojem dijelu znanstvenog rada, kao i na istraživanja dodijeljenih predmetnica ili klasifikacijskih oznaka, te citatnog sadržaja. 
Steven Morris u svom djelu Modeling and mapping of research specialties predložio je model prema kojemu se zbirke radova sastoje od sedam različitih vrsta bibliografskih entiteta, a to su: rad (članak objavljen u časopisu predstavlja središnji entitet u Morrisovom modelu), autor rada, časopis rada, referencije, autor referencije, časopis referencije, te indeksirani pojmovi. U izradi ove sheme Morris se koristio takozvanom „ER-shemom“, prema kojoj entiteti predstavljaju objekte ili događaje, atributi određuju svojstva istraživanih entiteta, a veze određuju veze među različitim entitetima.

### Bibliometrijski pokazatelji
Temeljni izračuni koji se provode na bibliografskim jedinicama temelj su kasnijih bibliometrijskih analiza. Ti izračuni u stručnoj se literaturi nazivaju bibliometrijski pokazatelji, a obično se dijele na: 
- Pokazatelje publikacijske aktivnosti - izražavaju se brojem radova objavljenih od strane istraživane jedinice unutar određenog vremenskog razdoblja.
- Pokazatelje citatnog utjecaja - predstavljaju odnos broja citata koje u jednoj godini                                                                                                     dobiju radovi objavljeni u nekom časopisu u prethodne dvije godine.
- Pokazatelje znanstvene suradnje - temelji na mjerenju ko-publikacija odnosno koautorstva.
- Složene metode analize podataka i napredne pokazatelje.

Bibliometričari obično preporučuju uzajamno korištenje većeg broja pokazatelja. Također je, prije primjene bilo kojeg od pokazatelja, potrebno obratiti pozornost na razlike i posebnosti svake znanstvene discipline, te kontekstualne aspekte znanstvene sredine unutar koje se primjenjuju. Bibliometrijska se istraživanja tradicionalno dijele sukladno analitičkoj podlozi i metodološkom pristupu. Rolland E. Stevens u svom je djelu Characteristics of subject literatures bibliometrijska istraživanja podijelio, s obzirom na njihove metodološke posebnosti, na deskriptivna - odnose se na proučavanje broja publikacija na nekom području tako što omogućuju usporedbu obrazaca istraživanja u različitim zemljama, razdobljima ili poddisciplinama, te na evaluacijska, koja se odnose se na proučavanje literature koju rabe istraživači unutar određenog znanstvenog područja.